# Rubus heterobelus
Rubus heterobelus är en rosväxtart som beskrevs av Henri L. Sudre. Rubus heterobelus ingår i släktet rubusar, och familjen rosväxter. Inga underarter finns listade i Catalogue of Life.